# Ski acrobatique aux Jeux olympiques de 2014 - Sauts femmes
Navigation
Vancouver 2010 Pyeongchang 2018
L'épreuve féminine de sauts des Jeux olympiques d'hiver de 2014 a lieu le 14 février 2014 à 17 h 45 et 21 h 30 au parc extrême Rosa Khutor. C'est la sixième apparition de cette épreuve aux Jeux olympiques d'hiver.
La Biélorusse Alla Tsuper remporte l'épreuve devant la Chinoise Xu Mengtao et l'Australienne Lydia Lassila.

## Médaillées
| Or          | Argent     | Bronze        |
| Alla Tsuper | Xu Mengtao | Lydia Lassila |

## Résultats

### Qualification 1
Q = Qualifiée pour la finale
| Rang | Dossard | Nom                    | Nationalité | Score | Note |
| ---- | ------- | ---------------------- | ----------- | ----- | ---- |
| 1    | 8       | Ashley Caldwell        | États-Unis  | 101,5 | Q    |
| 2    | 1       | Li Nina                | Chine       | 86,71 | Q    |
| 3    | 6       | Danielle Scott         | Australie   | 85,36 | Q    |
| 4    | 5       | Cheng Shuang           | Chine       | 83,19 | Q    |
| 5    | 7       | Emily Cook             | États-Unis  | 80,01 | Q    |
| 6    | 17      | Assoli Slivets         | Russie      | 78,40 | Q    |
| 7    | 12      | Samantha Wells         | Australie   | 78,12 |      |
| 8    | 20      | Aleksandra Orlova      | Russie      | 76,27 |      |
| 9    | 19      | Zhanbota Aldabergenova | Kazakhstan  | 74,82 |      |
| 10   | 16      | Veronika Korsunova     | Russie      | 72,50 |      |
| 11   | 3       | Xu Mengtao             | Chine       | 71,44 |      |
| 12   | 24      | Olga Polyuk            | Ukraine     | 70,76 |      |
| 13   | 9       | Laura Peel             | Australie   | 67,68 |      |
| 14   | 13      | Alla Tsuper            | Biélorussie | 66,15 |      |
| 15   | 4       | Lydia Lassila          | Australie   | 66,12 |      |
| 16   | 28      | Zhibek Arapbayeva      | Kazakhstan  | 63,44 |      |
| 17   | 2       | Zhang Xin              | Chine       | 60,98 |      |
| 18   | 21      | Anastasiya Novosad     | Ukraine     | 56,84 |      |
| 19   | 26      | Nadiya Mokhnatska      | Ukraine     | 52,44 |      |
| 20   | 30      | Joselane Santos        | Brésil      | 49,60 |      |
| 21   | 18      | Tanja Schaerer         | Suisse      | 48,72 |      |
| 22   | 27      | Hanna Huskova          | Biélorussie | 44,08 |      |
|      | 29      | Nadiya Didenko         | Ukraine     | DNS   |      |

### Qualification 2
| Rang | Dossard | Nom                    | Nationalité | Score | Note |
| ---- | ------- | ---------------------- | ----------- | ----- | ---- |
| 1    | 4       | Lydia Lassila          | Australie   | 90,65 | Q    |
| 2    | 3       | Xu Mengtao             | Chine       | 87,15 | Q    |
| 3    | 9       | Laura Peel             | Australie   | 85,99 | Q    |
| 4    | 16      | Veronika Korsunova     | Russie      | 81,58 | Q    |
| 5    | 19      | Zhanbota Aldabergenova | Kazakhstan  | 78,12 | Q    |
| 6    | 13      | Alla Tsuper            | Biélorussie | 77,52 | Q    |
| 7    | 2       | Zhang Xin              | Chine       | 77,49 |      |
| 8    | 18      | Tanja Schaerer         | Suisse      | 77,17 |      |
| 9    | 24      | Olga Polyuk            | Ukraine     | 74,97 |      |
| 10   | 21      | Anastasiya Novosad     | Ukraine     | 74,34 |      |
| 12   | 12      | Samantha Wells         | Australie   | 67,13 |      |
| 11   | 26      | Nadiya Mokhnatska      | Ukraine     | 69,31 |      |
| 13   | 28      | Zhibek Arapbayeva      | Kazakhstan  | 58,87 |      |
| 14   | 20      | Aleksandra Orlova      | Russie      | 55,75 |      |
| 15   | 27      | Hanna Huskova          | Biélorussie | 52,60 |      |
| 16   | 30      | Joselane Santos        | Brésil      | 48,17 |      |
|      | 29      | Nadiya Didenko         | Ukraine     | DNS   |      |

### Finale
| Rang                                | Dossard | Nom                    | Nationalité | Saut 1 | Rang | Saut 2 | Rang | Saut 3 |
| ----------------------------------- | ------- | ---------------------- | ----------- | ------ | ---- | ------ | ---- | ------ |
| Médaille d'or, Jeux olympiques      | 13      | Alla Tsuper            | Biélorussie | 99,18  | 1    | 88,50  | 4    | 98,01  |
| Médaille d'argent, Jeux olympiques  | 3       | Xu Mengtao             | Chine       | 90,65  | 3    | 101,08 | 1    | 83,50  |
| Médaille de bronze, Jeux olympiques | 4       | Lydia Lassila          | Australie   | 95,76  | 2    | 99,22  | 2    | 72,12  |
| 4                                   | 1       | Li Nina                | Chine       | 90,24  | 4    | 89,53  | 3    | 46,02  |
| 5                                   | 5       | Cheng Shuang           | Chine       | 80,01  | 7    | 87,42  | 5    |        |
| 6                                   | 19      | Zhanbota Aldabergenova | Kazakhstan  | 76,23  | 8    | 68,44  | 6    |        |
| 7                                   | 9       | Laura Peel             | Australie   | 83,79  | 5    | 64,50  | 7    |        |
| 8                                   | 7       | Emily Cook             | États-Unis  | 82,21  | 6    | 64,50  | 8    |        |
| 9                                   | 6       | Danielle Scott         | Australie   | 76,23  | 9    |        |      |        |
| 10                                  | 8       | Ashley Caldwell        | États-Unis  | 72,80  | 10   |        |      |        |
| 11                                  | 16      | Veronika Korsunova     | Russie      | 68,35  | 11   |        |      |        |
| 12                                  | 17      | Assoli Slivets         | Russie      | 62,30  | 12   |        |      |        |